# Mulțime vagă

Mulțimile vagi nu au o graniță bine definită - mai degrabă fiecare element nu aparține decât într-o anumită măsură

În matematică, mulțimile vagi sunt mulțimi ale căror elemente au grade de apartenență. Mulțimile vagi sunt un concept folosit inițial de Lotfi A. Zadeh și de Dieter Klaua în 1965 ca o extensie a noțiunii clasice de mulțime. Spre deosebire de statistică și probabilitate, care se ocupă cu incertitudinea aleatorie obiectivă, mulțimile vagi au de-a face cu incertitudinea aleatorie subiectivă.
În paralel, Salii (1965) defini un tip de structură mai general numit o L-legătură, care a studiat într-un rezumat algebrice context. Fuzzy relații, care sunt utilizate în prezent în diferite domenii, cum ar fi lingvistica (De Cock, Bodenhofer & Kerre 2000) de luare a deciziilor (Kuzmin 1982) și clustering (Bezdek 1978), sunt cazuri speciale de L-relații atunci când Nu este unitate intervalul [0, 1].

## Definiție
Fie o mulțime S și {\displaystyle V\subseteq S}. O mulțime vagă a lui S poate fi definită ca o mulțime de perechi ordonate al căror prim element aparține mulțimii S, al doilea fiind valoarea funcției de apartenență {\displaystyle \mu _{V}\colon S\rightarrow [0,1]} a primului element, numită grad de apartenență al lui {\displaystyle x\in S} la {\displaystyle V}.
{\displaystyle (V,\mu _{V})=\{(x;\mu _{V}(x))|x\in S\}}
Pentru o mulțime finită {\displaystyle V=\{x_{1},x_{2},...x_{n}\}}, mulțimea vagă {\displaystyle (V,\mu _{V})} mai poate apărea ca {\displaystyle \{\mu _{V}(x_{1})/x_{1},\mu _{V}(X_{2}),\dots ,\mu _{V}(x_{n})/x_{n}\}.} Mulțimea tuturor submulțimilor vagi, echivalentul în teoria clasică a mulțimilor a mulțimii părților, ale lui {\displaystyle S} se notează {\displaystyle {\mathcal {F}}(S)}.
- O mulțime vagă {\displaystyle A} se numește normală dacă {\displaystyle \exists x\in A} astfel încât {\displaystyle \mu _{A}(x)=1}[5]